# Lelê
Lelê, właśc. Leanderson da Silva Genésio (ur. 1 października 1997 w Rio de Janeiro) – brazylijski piłkarz występujący na pozycji napastnika, od 2023 roku zawodnik Fluminense.